# Cercle d'Estudis Sobiranistes
El Cercle d'Estudis Sobiranistes (CES) és un organisme que treballa en la confecció d'un argumentari jurídic que expliciti la viabilitat del procés d'independència de Catalunya. Presidit pel magistrat Alfons López Tena i l'escriptor i professor de Dret Hèctor López Bofill, no es troba lligat -de manera volguda- a cap partit polític, tot i que el grup estaria disposat a col·laborar amb els partits polítics que han defensat el dret a l'autodeterminació: SI, CiU, ERC i ICV. El grup s'autodefineix com un 'braç intel·lectual i acadèmic' d'un moviment que pretén implicar tota la societat, tant dirigents polítics com empresarials i socials. El Cercle va néixer per donar resposta al que es considerà un esgotament de la via autonomista que està portant Catalunya a una 'decadència econòmica i social' i fa impossible desenvolupar polítiques competitives i de benestar i debilita la identitat cultural i lingüística.
Entre els membres de la plataforma hi ha Carme Laura Gil, Jaume Renyer, Pilar Dellunde, Roger Buch, Fèlix Martí, Albert Batalla, Xavier Solano, Víctor Alexandre i Albert Royo. La intenció del Cercle és de traçar el 'full de ruta' cap a la independència, una fita, diuen, que ha d'arribar 'en tot cas, abans del 2014'.
El 2010 el CES va esdevenir la Fundació de Solidaritat Catalana per la Independència.